# Västra Svalltjärnen
Västra Svalltjärnen är en sjö i Hällefors kommun i Västmanland och ingår i Göta älvs huvudavrinningsområde.